# Nina Michajlovna Děmurova
Nina Michajlovna Děmurova (3. října 1930 – 11. července 2021) byla sovětská a ruská literární kritička, badatelka britské a americké literatury, dětské anglické literatury, překladatelka z angličtiny, doktorka filologie.

## Životopis
Narodila se 3. října 1930. V roce 1953 absolvovala římsko-germánskou katedru Filologické fakulty Moskevské státní univerzity obor anglický jazyk a literatura. Koncem 50. let pracovala jako překladatelka v Indii. V roce 1958 obhájila disertační práci na kandidátku filologických věd na téma "Chartistická literární kritika: (Z dějin proletářské literatury a kritiky v Anglii 30. – 50. let 19. století)".
V roce 1984 obhájila disertační práci pro titul doktora filologie na téma „Anglická dětská literatura 1740-1870“ (odbor „literatura západní Evropy, Ameriky a Austrálie“).
Na Moskevské státní univerzitě a na Moskevském státním pedagogickém institutu vyučovala angličtinu, moderní a dětskou anglickou a americkou literaturu.
Jako první zavedla do univerzitních kurzů výuku dětské literatury jako filologické disciplíny. Byla známá jako významná specialistka na dílo Lewise Carrolla. Vypracovala kanonický překlad jeho pohádek: Alenka v říši divů a Za zrcadlem a co tam Alenka našla. Přeložila díla takových autorů jako Gilbert Keith Chesterton, Edgar Allan Poe, Charles Dickens, John Dunn Macdonald, Lewis Carroll, Frances Eliza Burnett, James Matthew Barry, Beatrice Potter, Jennifer Garner, Narayan Razipuram Krishnaswami, John Hoyer Updike a další. Stala se čestnou členkou společnosti Lewis Carroll Society v Anglii a USA, stejně jako Anglické společnosti Beatrix Potterové. V roce 2000 obdržela čestný diplom Mezinárodní rady pro dětskou knihu za překlad Dickensovy knihy The Life of Our Lord.
Zemřela 11. července 2021. Popel byl pohřben na Donském hřbitově vedle příbuzných.

## Umělecká díla

### Překlady
Charles Dickens
- Život našeho Pána Ježíše Krista

Lewis Carroll
- Alenka v říši divů
- Za zrcadlem a co tam Alenka našla

Edgar Allan Poe
- Muž, který se rozpadl
- Nikdy se s čertem nesázej o hlavu!
- Eleonora
- Podlouhlá bedna
- Odcizený dopis
- Von Kempelen a jeho objev

Gilbert Keith Chesterton
- Hříchy hraběte Saradina
- Fialová paruka
- Nepolapitelný princ

James Matthew Barrie
- Peter Pan a Wendy

Frances Hodgson Burnettová
- Malá princezna aneb Příběh Sarah Crewe
- Zapovězený sad - příběh byl publikován v sérii "Svět dívek" nakladatelství "Amber Tale" spolu s "Malou princeznou"
- Malý lord Fauntleroy

Jen Ormerodová
- Modi a medvěd (Polyandria, 2011)

## Filmografie
- 1981 – Alenka v říši divů – konzultantka
- 1982 – Za zrcadlem a co tam Alenka našla – konzultantka

## Publikace
- Děmurova N. M. L'juis Kerroll: Očerk žizni i tvorčestva / Otv. red. B. I. Purišev, Moskva: Nauka, 1979. 200, [8] s. (Litěraturoveděnije i jazykoznanije). 50 000 výtisků (obl.)
- Červencové odpoledne je zlaté. Články o anglické dětské knize, Moskva: Nakladatelství URAO, 2000.
- Hlavní data života a díla L. Carrolla. 2003.
- O překladu Carrollových pohádek. 2003
- Obrázky a rozhovory. Rozhovory o Lewisi Carrollovi. - Petrohrad: "Vita Nova", 2008. ISBN 978-5-93898-173-7.
- Anglijskaja litěraturnaja skazka: Sbornik: Per. s angl / Sost., avt. vstup. st. N. Děmurova, Moskva: TĚRRA-Knižnyj klub, 1998, 480 s. (Bibliotěka anglijskoj litěratury).
- DĚMUROVA, Nina Michajlovna, 2013. Ljuis Kerroll (Lewis Carroll). Moskva: Molodaja gvardija. 416 s. Dostupné online. ISBN 978-5-235-03568-3. (rusky) Žizň zamečatělnych ljuděj, 5000 výtisků.
- Děmurova N. M. Čto čitat' dětjam. Spasatělnyje knigi: Čto čitat' dětjam o trudnych situacijach v žizni. M.: Charities Aid Foundation Ros. predstavitěl'stvo, 1995, 26 s.